# Hovory s T. G. Masarykem

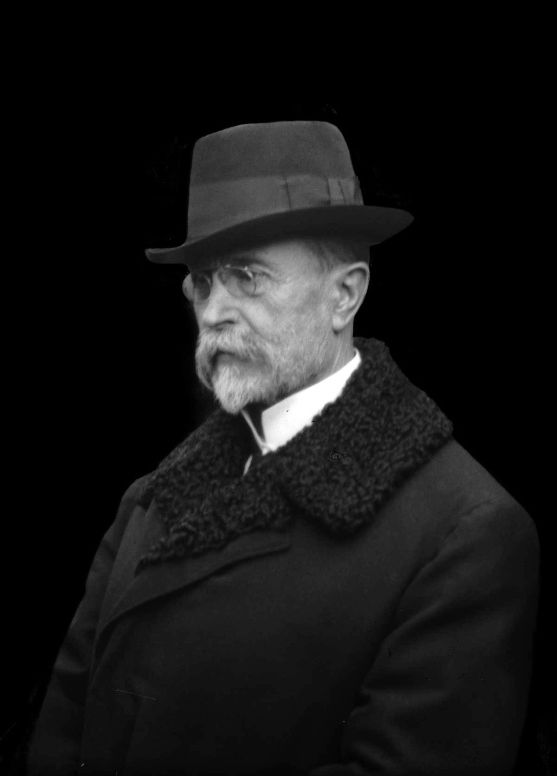
Tomáš Garrigue Masaryk

Hovory s T. G. Masarykem (rozšířena kratší forma názvu Hovory s TGM) je třídílný spis, který v letech 1928–1935 pořídil na základě rozhovorů s prvním československým prezidentem spisovatel Karel Čapek. Je to mimořádně ceněné dílo, neboť vypovídá o prezidentově životě a jeho celkových politických, náboženských a filosofických názorech. Masaryk dílo autorizoval.
V roce 1938 Karel Čapek redigoval toto rozsáhlé dílo do zkrácené jednodílné verze, která vyšla knižně až v roce 1992.

## Stručné shrnutí myšlenek knihy

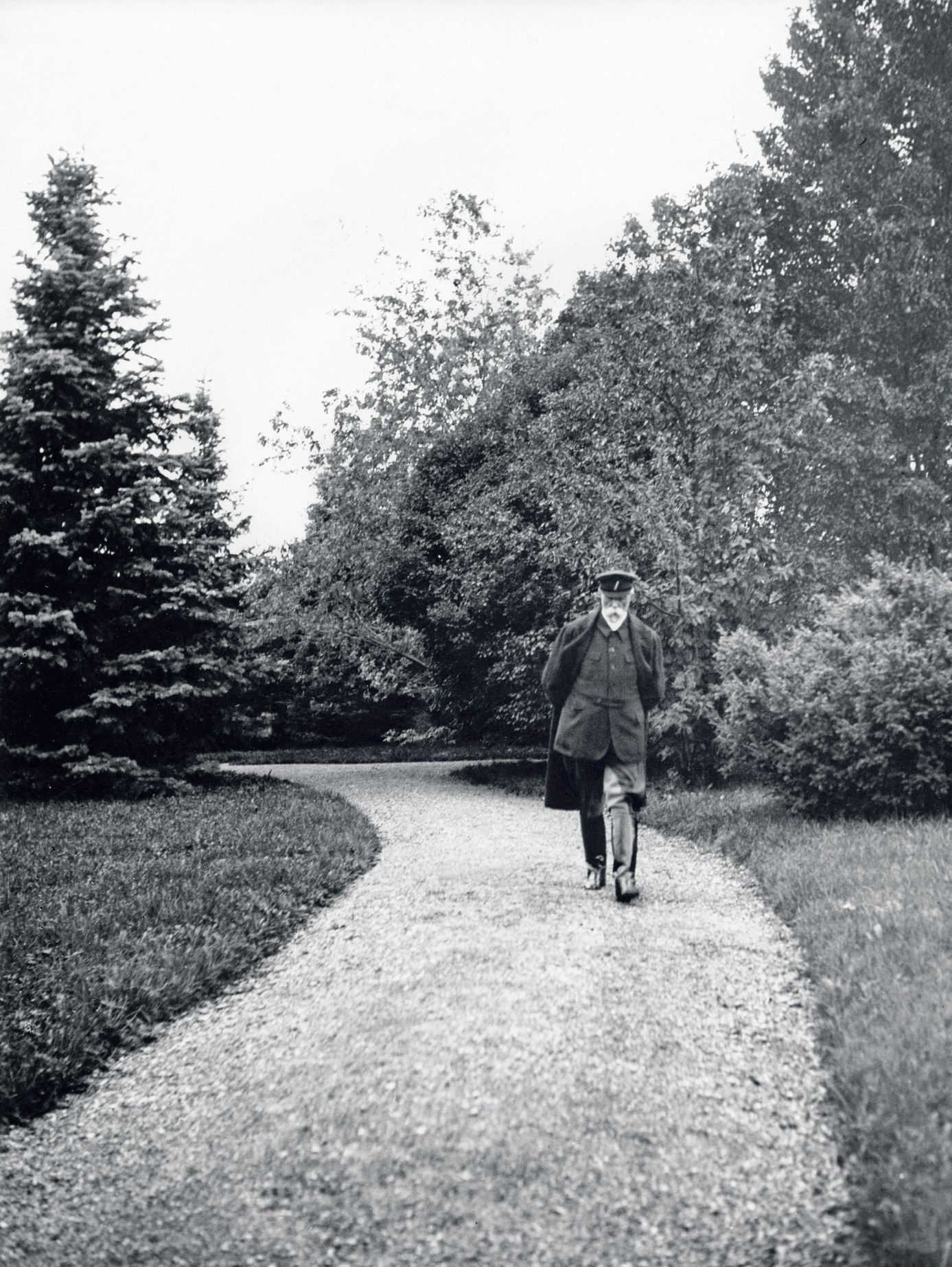
TGM v Topoľčiankách, 1926.
Foto: Karel Čapek.

Hovory s TGM jsou původně třídílný spis, který v letech 1925–1935 pořídil na základě rozhovorů s prvním československým prezidentem Tomášem Garriguem Masarykem spisovatel Karel Čapek. Čapek začal s Masarykem „hovořit“ v roce 1926 a Hovory shrnují celkem 9 let „hovorů a mlčení“ přímo s TGM. Jde o mimořádně ceněné dílo, neboť vypovídá o prezidentově životě a jeho celkových politických, náboženských a filosofických názorech. Karel Čapek tak vytvořil naprosto komplexní obraz prezidentovy osobnosti. Masaryk knihu autorizoval, po první rukopisné verzi k ní dopsal mnoho svých vlastních poznámek a vysvětlení. Až poté byla vydána.

### I. část: Věk mladosti
V první části je popisováno dětství na jižní Moravě, studia v Brně a ve Vídni, vstup do politického života (více méně přes samé náhody – zapojil se např. do sporů o Rukopisy a začal pracovat v novinách, tj. začal se politicky činit; sám říkal, že o politické kariéře sice neuvažoval, ale všechno ho k ní vedlo), cesta do Spojených států amerických za svou manželkou Charlottou Garrigue. Tato část končí Masarykovým jmenováním profesorem filozofie na Karlově univerzitě, Masaryk se z Vídně stěhuje do Prahy (roku 1882), kde byl do té doby snad jen dvakrát.

### II. část: Život a práce
V druhé části prezident hovoří o svém pohledu na svět a o zapojení do veřejného života. Začínal u mladočechů, od nich se ale odštěpila „jeho“ skupina realistů. Jako poslanec se aktivně zapojil do první světové války a začal usilovat o samostatnou republiku. Kvůli tomu strávil válečná léta v exilu – do Rakouska-Uherska se vrátit nemohl, byl na něj vydán zatykač a hned na hranicích by ho popravili. Během válečných let objel celý svět a zejména v Rusku zorganizoval mohutné vojsko dosud neexistujícího státu československé legie. Popisuje jak to bylo obtížné (...bolševici Duchonina ubili. Netušil jsem, že by on, velitel armády, chtěl velet našemu korpusu). Říkal, že bez Edvarda Beneše bychom neměli republiku, protože právě on (působící ve Francii) financoval jeho cesty. Zároveň při zpětném pohledu zjistil, že vše, co doposud dělal, někam vedlo. Přitom nikdy předtím žádný „vyšší cíl“ neměl, stál hlavně o filozofii, historii či žurnalistiku.
Oddíl končí jeho zvolením prezidentem (14. listopadu 1918): „Když jsem dostal telegram, že mě doma zvolili za presidenta - - já na to do té doby nemyslil; když jsem si představoval, co budu dělat po svém návratu, myslel jsem jenom, že budu žurnalistou.“

### III. část: Myšlení a život
Zatímco předchozí části autor koncipoval jako promluvu Masaryka ke čtenáři rozdělenou do jednotlivých podkapitol, tato část probíhá jako klasické interview. Čapek pokládá poměrně komplexní otázky, delší či kratší. Někdy ale pouze něco poznamená a Masaryk sám reaguje.V této části knihy Masaryk zevrubně popisuje své filosofické, náboženské a politické názory.
Z filosofických otázek se zabývá zejména teorii poznání vysvětluje její vývoj a jednotlivé směry. Odmítá subjektivismus, iracionalismus i Kantovo poznání a priori. Svůj vlastní noetický názor nazývá konkrétism a hlásí se k realismu. V kapitole nazvané metafyzika Masaryk hovoří o svém theistickém přesvědčení. Zabývá se také svou představou duše a nesmrtelnosti a podává obsáhlý výklad vztahu svobodné vůle a předurčení.
Ve třech následujících kapitolách prezident dává nahlédnout do svých náboženských názorů. Z obecných otázek se zabývá vztahem státu a církve, obsáhlou úvahou věnuje také vztahu víry a vědy. V náboženství vidí především zdroj humanity a vyzývá k toleranci.
V kapitole věnované politice se zabývá světovými dějinami a českou rolí v nich. Zevrubně zkoumá vývoj demokracie, ve které vidí záruku míru pro Československo i svět.
Poslední kapitoly věnuje právě československému národu. Zabývá se jeho postavením v Evropě a vlastenectvím. Odmítá nacionalismus a šovinismus.

### IV. část: Mlčení s T. G. Masarykem
Čapek vysvětluje způsob vzniku Hovorů. Je za nimi mnoho hodin strávených s Masarykem, ať už mluvícím či mlčícím, ale právě i to mlčení bylo pro Čapka důležité pro celkové pochopení Masarykovy osobnosti. Autor si nedělal při rozhovorech poznámky, vše zpracovával zpětně a velmi dopodrobna. Rukopis však nechával T. G. Masarykem bezprostředně po sepsání pročíst a korigovat.

### V. část: Slovníček – rejstřík osob – obsah
Kniha obsahuje jak obsáhlý slovníček cizích slov, které Masaryk používá, tak rejstřík osob, o kterých mluví.